# Všechlapy (Předslavice)
Všechlapy jsou místní částí obce Předslavice v okrese Strakonice v Jihočeském kraji. Nacházejí se asi dva kilometry severovýchodně od Předslavic, patří k nim osada Kamenná. V roce 2011 zde trvale žilo 36 obyvatel.

## Historie
První písemná zmínka o vesnici pochází z roku 1315.

## Obyvatelstvo
| Rok            | 1869 | 1880 | 1890 | 1900 | 1910 | 1921 | 1930 | 1950 | 1961 | 1970 | 1980 | 1991 | 2001 | 2011 | 2021 |
| -------------- | ---- | ---- | ---- | ---- | ---- | ---- | ---- | ---- | ---- | ---- | ---- | ---- | ---- | ---- | ---- |
| Počet obyvatel | 131  | 137  | 149  | 149  | 151  | 152  | 147  | 82   | 76   | 49   | 57   | 44   | 39   | 36   | 49   |
| Počet domů     | 20   | 23   | 24   | 24   | 24   | 24   | 24   | 23   | 23   | 13   | 18   | 19   | 19   | 18   | 19   |

## Obecní správa
Při sčítání lidu v letech 1850–1929 Všechlapy byly osadou obce Tvrzice v okrese Strakonice. V letech 1930–1959 byly samostatnou obcí v okrese Strakonice. Od roku 1960 jsou částí obce Předslavice v okrese Strakonice.